# Durchlauchtster Leopold

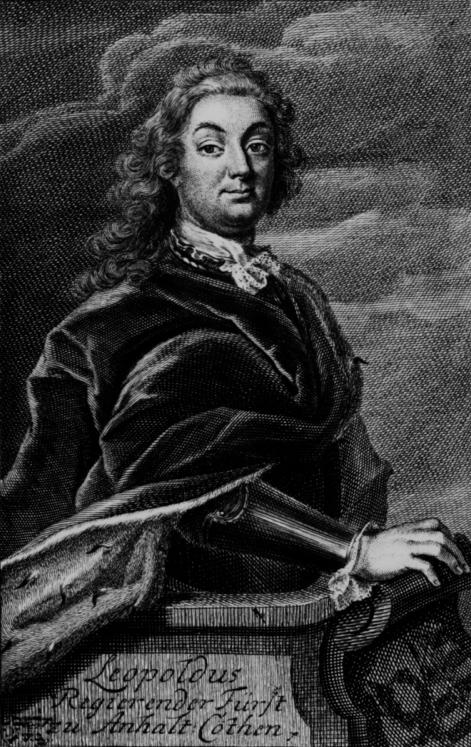
Leopold von Anhalt-Köthen

Durchlauchtster Leopold (Très illustre Léopold), (BWV 173a), est une cantate séculière de Johann Sebastian Bach composée à Köthen probablement en 1722.

## Histoire et livret
Bach composa cette cantate de félicitation, également appelée serenata, pour le 28e anniversaire de son employeur, le prince Léopold d'Anhalt-Köthen qui tombait le 29 novembre. Selon Alfred Dürr, cette pièce relativement simple peut avoir été écrite dès 1717 quand Bach fut nommé maître de chapelle. Cela n'est cependant guère probable si l'on considère qu'à cette époque Bach était encore engagé dans son déménagement à Köthen le 10 décembre 1717, ayant tout juste été libéré de son engagement à  Weimar le 2 décembre 1717. Selon toute probabilité, l’œuvre fut créée le jeudi 10 décembre 1722, à l'intérieur du palais princier en ce début d'hiver.
Le poète inconnu l'a écrite en huit mouvements dont seulement deux sont des récitatifs, mais ceux-ci sont réguliers dans le mètre et la rime et peuvent avoir été conçus pour des arias. Le premier récitatif use dans la première ligne d'un da capo adressé à « Durchlauchtster Leopold », (« Très illustre Léopold » ou, plus précisément, « Très serein Léopold »). Les deux parties vocales peuvent avoir été des figures allégoriques comme dans la cantate du jour de l'an Die Zeit, die Tag und Jahre macht, BWV 134a mais ne sont pas indiquées dans le texte,.
Bach utilisa six des huit mouvements pour sa cantate du lundi de Pentecôte Erhöhtes Fleisch und Blut, BWV 173 en 1724 et en 1725 il reprit le septième mouvement de la cantate pour la cantate du lundi de Pentecôte Er rufet seinen Schafen mit Namen, BWV 175,.

## Structure et instrumentation
La cantate est écrite pour deux solistes, soprano et basse, deux flûtes traversières, basson, deux violons, alto et basse continue comprenant un violone et un clavecin. Le dernier mouvement est indiqué « chœur » mais ne fut probablement joué que par les deux solistes.
Il y a huit mouvements :
1. récitatif (soprano) : Durchlauchtster Leopold
2. aria (soprano) : Güldner Sonnen frohe Stunden
3. aria (basse) : Leopolds Vortrefflichkeiten
4. aria (soprano, basse) : Unter seinem Purpursaum
5. récitatif (soprano, basse) : Durchlauchtigster, den Anhalt Vater nennt
6. aria (soprano) : So schau dies holden Tages Licht
7. aria (basse) : Dein Name gleich der Sonnen geh
8. chœur (soprano, basse) : Nimm auch, großer Fürst, uns auf

## Musique
Bach composa une musique diversifiée sur un texte relativement monotone. Le premier mouvement est accompagné des cordes et mène à une coloratura virtuose sur le da capo de la première ligne s'adressant à Leopold. Le deuxième mouvement rappelle une danse, plaisamment écrit pour flûtes et cordes en triolet. Le troisième mouvement est une brève louange indiquée « vivace ». Le quatrième mouvement est un duo indiqué « Al tempo di minuetto », qui développe trois strophes en variations toujours plus riches : la première est pour voix seule et cordes en sol majeur, la deuxième à la quinte supérieure en ré majeur avec addition de flûtes, la dernière pour les deux voix, encore une fois à la quinte supérieure en la majeur dans une texture musicale plus dense. La structure de ce duo est unique dans les cantates de Bach, les variations en clés ascendantes, l'augmentation du nombre des instruments et de la texture musicale, tout contribue à magnifier le dédicataire de l’œuvre. Le cinquième mouvement mène à un arioso tandis que le sixième mouvement est une bourrée dominée par la flûte qui parfois vient doubler le violon, parfois se tient silencieuse. De façon très contrastée, le septième mouvement est écrit pour la basse et les instruments correspondants, le basson et le violoncelle à l'unisson d'un continuo joué par le violone et le clavecin. Le mouvement final, comparable à une danse, montre des éléments d'une polonaise. Ses deux parties commencent chacune  avec un concerto instrumental répété par les voix qui y sont insérées.

## Sources
- Gilles Cantagrel, Les cantates de J.-S. Bach, Paris, Fayard, mars 2010, 1665 p.  (ISBN 978-2-213-64434-9)

- (de)/(en) Cet article est partiellement ou en totalité issu des articles intitulés en allemand « Durchlauchtster Leopold » (voir la liste des auteurs) et en anglais « Durchlauchtster Leopold, BWV 173a » (voir la liste des auteurs).